# 志甫勤一郎
志甫 勤一郎（しほ きんいちろう、1891年（明治24年）4月21日 - 1969年（昭和44年）9月8日）は、大日本帝国陸軍軍人。最終階級は陸軍少将。

## 経歴・人物
東京府出身。1912年（明治45年）陸軍士官学校第24期卒業、陸軍歩兵少尉に任官。
1938年（昭和13年）7月に陸軍工兵大佐・陸軍通信学校研究部主事、1939年（昭和14年）8月に電信第3連隊長、1942年（昭和17年）3月に関東軍通信教育隊長を経て、1943年（昭和18年）3月に陸軍少将に進み、1944年（昭和19年）11月に陸軍通信学校長を経て、終戦を迎えた。
1947年（昭和22年）11月28日、公職追放仮指定を受けた。

## 栄典
- 1913年（大正2年）2月20日 - 正八位[5]